# Francisco Ney Ferreira
Francisco Ney Ferreira (Salvador, 23 de julho de 1929 - Salvador, 22 de dezembro de 2011) foi um advogado e político brasileiro com atuação no estado da Bahia.

## Biografia
Filho de Rui Ferreira e Maria do Patrocínio Andrade foi advogado com Bacharelado em Direito pela Universidade Federal da Bahia onde graduou-se em 1957. Presidente do Esporte Clube Vitória (1958) e membro do Conselho Nacional de Desportos (1961-1963). Oficial da reserva da Polícia Militar da Bahia, foi professor de Direito Administrativo da Academia da Polícia Militar e da Fundação Visconde de Cairu (1963-1964). Procurador da Caixa Econômica Federal (1965) e professor da UFBA aposentando-se em 1983. Atuou como advogado e também como consultor jurídico do Centro de Estudos Afro-Orientais.
Genro de Antônio Balbino, filiou-se ao PDC sendo eleito suplente de deputado estadual em 1962 chegando a exercer o mandato em virtude de convocação. Instituído o bipartidarismo migrou para o MDB tal como fizera o sogro sendo eleito deputado federal em 1966, 1970, 1974 e 1978 e em 1982 quando pertencia às fileiras do PDS.
Faleceu em dezembro de 2011